# Kleine Schwestern Unserer Lieben Frau
Die Kleinen Schwestern Unserer Lieben Frau sind ein Verein von Gläubigen in der römisch-katholischen Kirche im Sinne des Codex Iuris Canonici (can. 298 ff.), eine Consociatio privata („private Vereinigung“).
Die Mitglieder leben in der Nachfolge der Schwestern Unserer Lieben Frau, die von  der hl. Julie Billiart (1751–1816) gegründet wurde. Im Jahr 2000 bezog der Verein im Südschwarzwald in Oberalpfen bei  Waldshut ein eigenes Haus (Haus Maria Frieden) des Gebetes und der Stille.

## Ziel und Leben
Die Mitglieder haben ihre Arbeit „zum Lob seiner Heiligkeit bestimmt“ (Epheser1,12 ). Jeder Tag beginnt und endet mit dem Stundengebet. Sie verstehen ihre Arbeit als Hilfe für den Menschen. In ihrer Lebensart möchten sie die Muttergottes nachahmen und erbitten mit dem Rosenkranzgebet ihren Schutz. Die Frauen leben nach den evangelischen Räten.